# Tocino de cielo

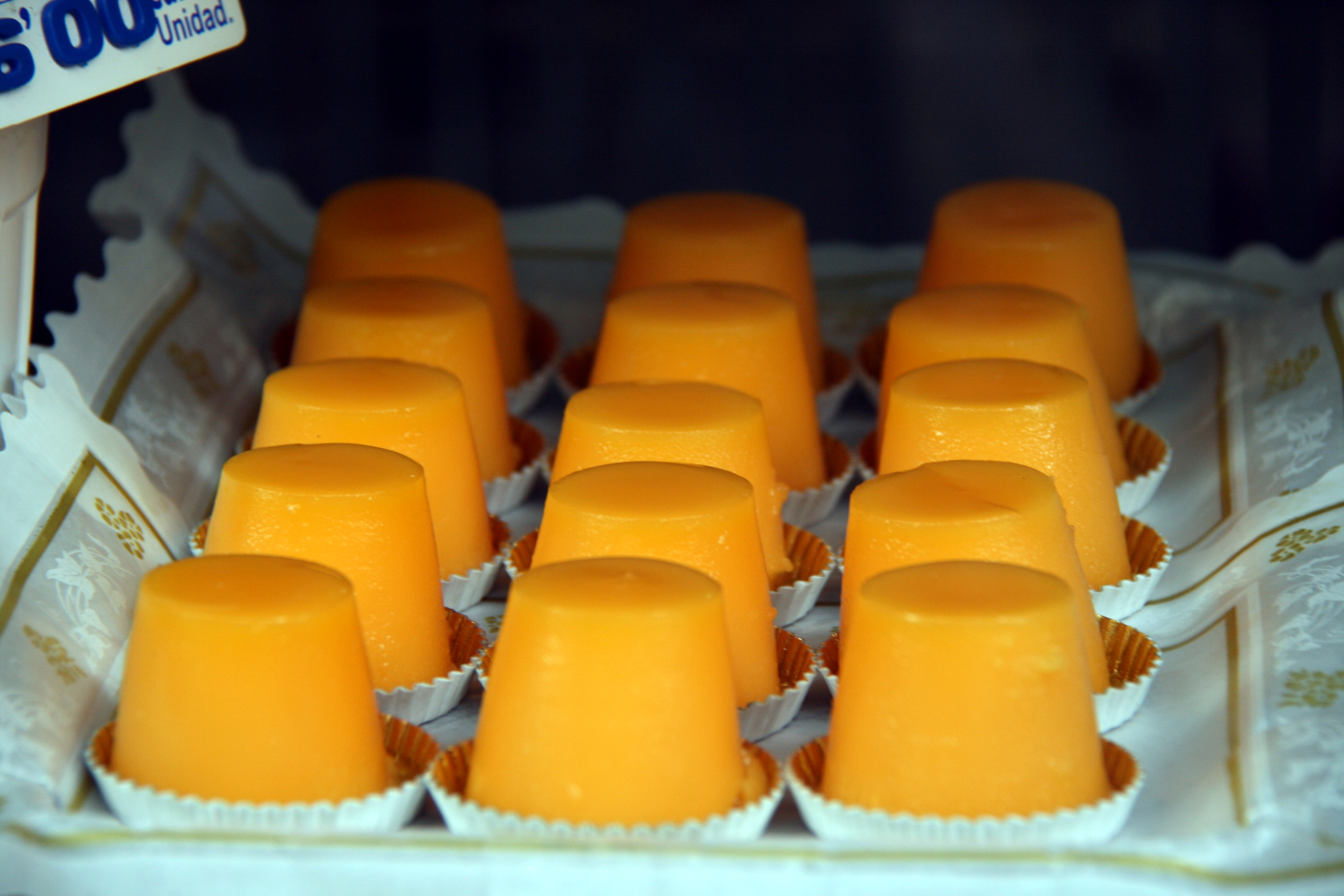
Tocinos de cielo.

El tocino de cielo, es un postre de origen español elaborado a base de yema de huevo caramelizada y azúcar, compacto y de color amarillo intenso. La tradición sitúa su origen en el sur del país, en Jerez de la Frontera (Cádiz), hace más de 500 años.
Actualmente es típico en varias zonas del país, manteniendo gran arraigo en la propia Jerez de la Frontera y Montornés del Vallés, especialmente en la pastelería Viñyallonga, en Cádiz, en Villoldo, Palencia, y en Asturias, donde se conocen los Tocinillos de Cielo de Grado, tienen gran fama con una tradición repostera, en algunos casos, de elaboración del postre desde hace más de cien años.

## Etimología
El nombre completo de este plato es debido a varios motivos: la primera parte del mismo, «tocino», se debe tanto a su aspecto como a su textura, por la semejanza que estos guardan con el tocino de cerdo (incluso en el color crema) a pesar de tratarse este de un plato dulce y concebirse como postre; y, la segunda parte, «de cielo», se debe al origen de esta elaboración en contextos religiosos o eclesiásticos.

## Historia
Las primeras noticias del tocino de cielo se remontan al año 1324, fecha en la cual fue creado por las monjas del Convento de Espíritu Santo de Jerez de la Frontera. Su origen está ligado a la elaboración del vino de la zona y al empleo masivo de claras de huevo usadas para la clarificación del mismo, quedando constancia en los archivos históricos de González Byass con fecha 1837, aunque el documento sólo acreditaría la compra de huevos por la bodega. Las yemas de huevo sobrantes eran entregadas a las religiosas, las cuales, con el fin de reutilizarlas, crearon el postre "tocino de cielo". Con el tiempo, devino en uno de los postres más emblemáticos de la repostería española.
Existe constancia documental de su venta en pastelerías en 1914. Durante los años del hambre del siglo XX también era común que las casas humildes usaran las yemas de huevos para hacer candiés (del término inglés candy egg; huevo dulce que los andaluces transformaron en candié) para los más pequeños, empleando el sobrante de yemas para hacer tocino de cielo. 
Actualmente el Ayuntamiento de Jerez de la Frontera está realizando trámites para la concesión de una indicación geográfica protegida a este producto.

## Receta

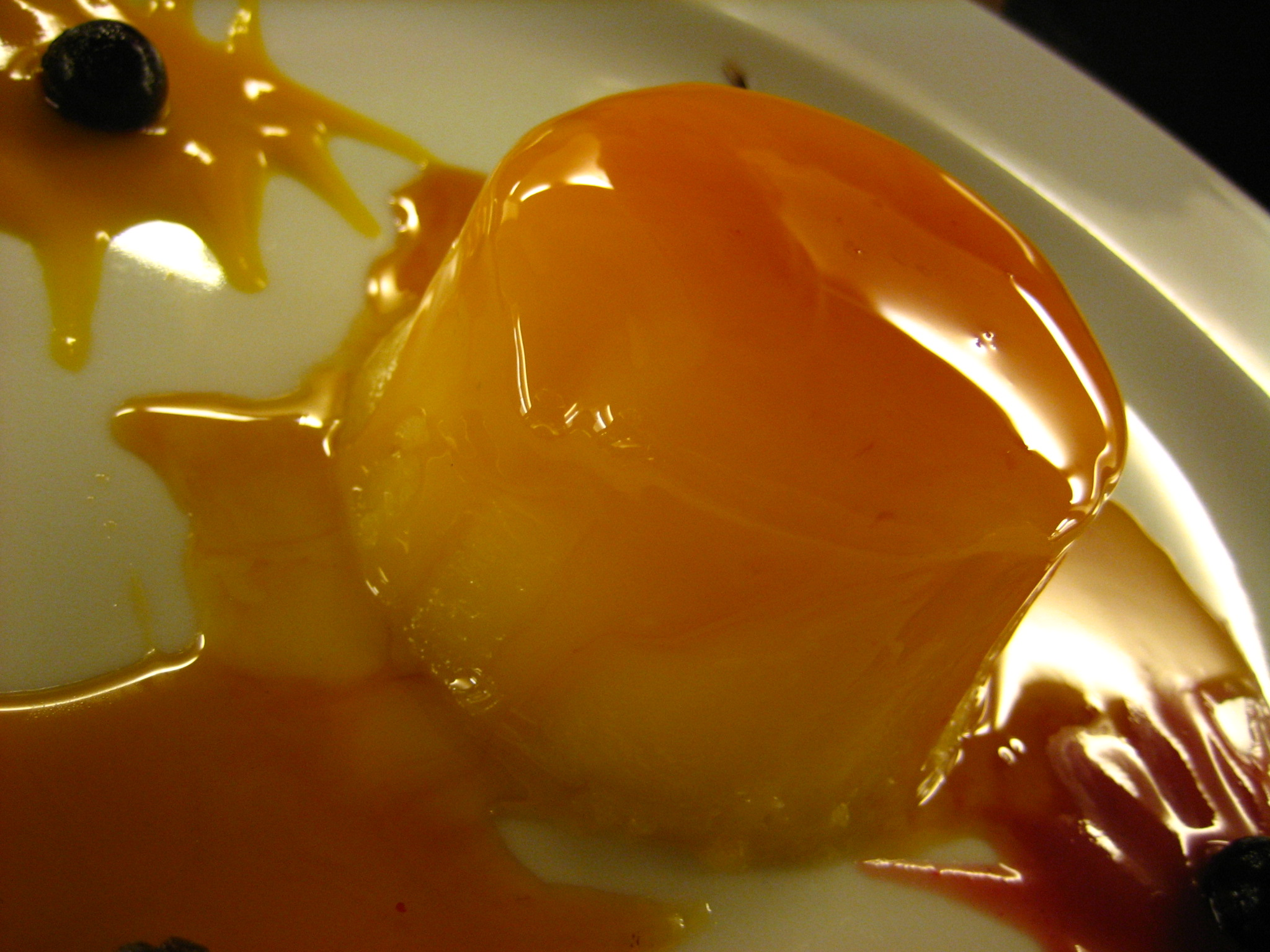
Tocino de cielo.

El tocino de cielo se compone de: yema de huevo, azúcar y agua. En primer lugar, se hace un almíbar disolviendo el azúcar en agua. A éste, mientras está tibio, se le añaden la yemas, batiéndolas. La mezcla resultante se cuela y se vierte en un recipiente caramelizado que se cocina al baño María hasta que haya coagulado, es decir, que adquiera la consistencia de un flan. Se sirve frío.
Opcionalmente se puede decorar con merengue a fin de aprovechar las claras de los huevos utilizados.
No obstante, existen muchas variantes del postre por toda la geografía